# Аконо, Жан-Рене
Жан-Рене Аконо (фр. Jean-René Akono; род. 4 августа 1967 года) — камерунский и французский волейболист, диагональный нападающий. После окончания карьеры стал тренером.

## Карьера
В качестве игрока начинал свою карьеру в камерунском "Амаркане". В 1989 году в составе сборной Камеруна стал чемпионом Африки в ивуарийском Абиджане. Всего за национальную команду провел 120 матчей. В 1990 году Аконо переехал в Францию, где он выступал за местные команды.
Свою тренерскую карьеру он также начал во Франции. В 2014 году после 16 лет работы в этой стране, он вернулся в Камерун и возглавил женскую сборную страны. Под руководством специалиста она дважды побеждала на Кубке Африки, а в 2016 году впервые в своей истории участвовала в Олимпиаде в Рио-де-Жанейро. Выход на игры камерунки заработали в феврале 2016 года благодаря домашней победе африканский олимпийский отборочный турнир. В финале дружина Аконо в пяти партиях одолела сборную Египта.

## Достижения

### Игрока
- Чемпионат Африки (1): 1989.
- Вице чемпион Африки (1): 1987.

### Тренера
- Чемпионат Африки среди женщин (2): 2017, 2019.
- Серебряный призер Африканских игр (2): 2015, 2019.